# یواس‌اس واسپ (۱۷۷۵)
یواس‌اس واسپ (۱۷۷۵) (به انگلیسی: USS Wasp (1775)) یک کشتی بود.